# تریسکلیون

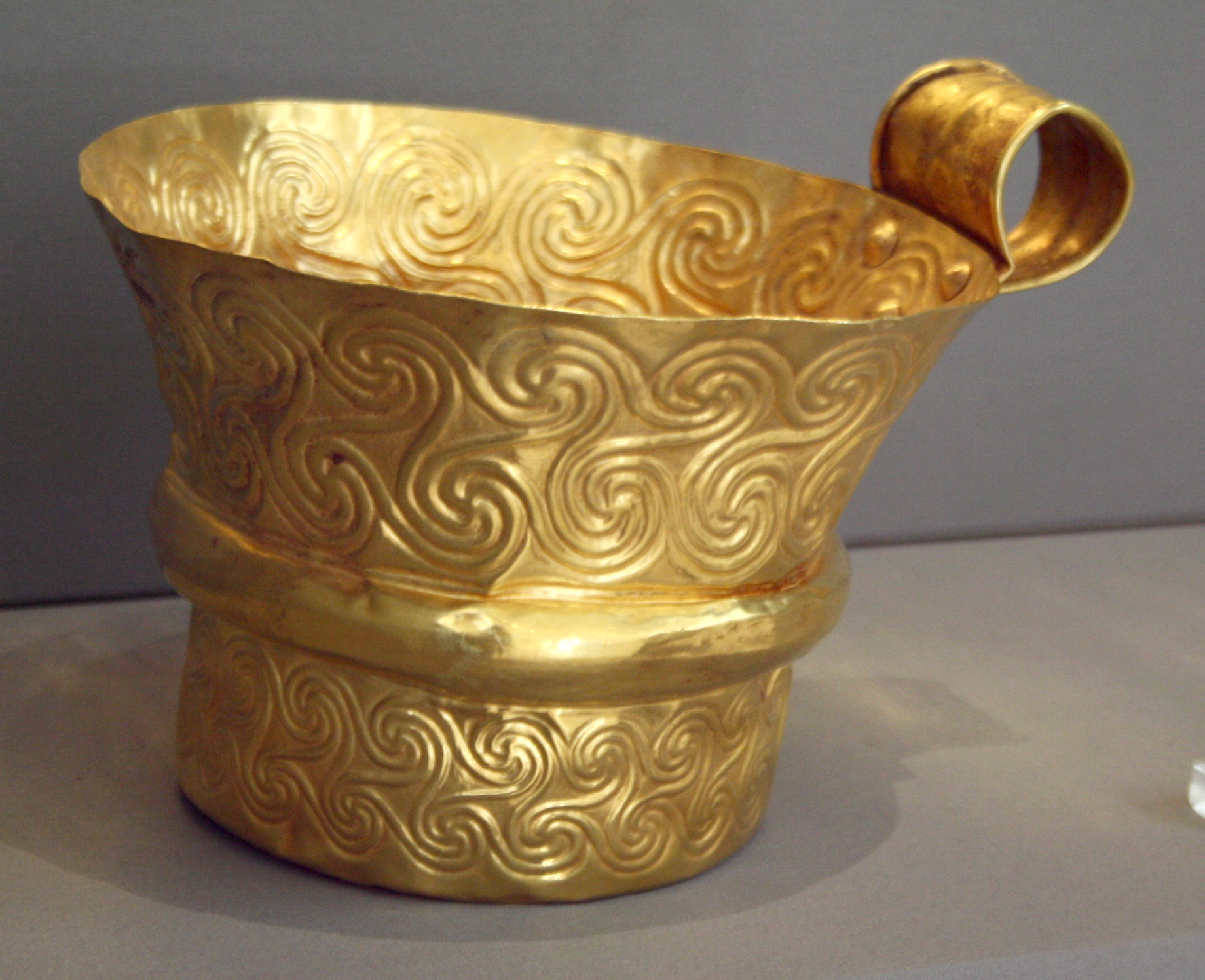
جام طلا پیدا شده در موکنای تزئین شده با تریسکلیون‌ها، که درموزه باستان‌شناسی ملی آتننگهداری می‌شود.

تریسکلیون در کلاه خود امفرویل، کالواداس گائولیش.

تریسکلیون (که همواره دارای تقارن چرخشی است) یک نقش‌مایه متشکل از سه مارپیچ، سه پا خم شدهٔ انسان یا سه خط خم/خمیده که از مرکز نماد به بیرون گسترش یافته‌اند، است. واژه تریسکلیون در یونانی به معنای، «سه پا» می‌باشد.
این نقش‌مایه، نماد جزیره سیسیل و همچنین جزیره من، برتانی و شهر فوسن در آلمان نیز می‌باشد.

## استفاده در نوسنگی، عصر برنز، و عصر آهن در اروپا

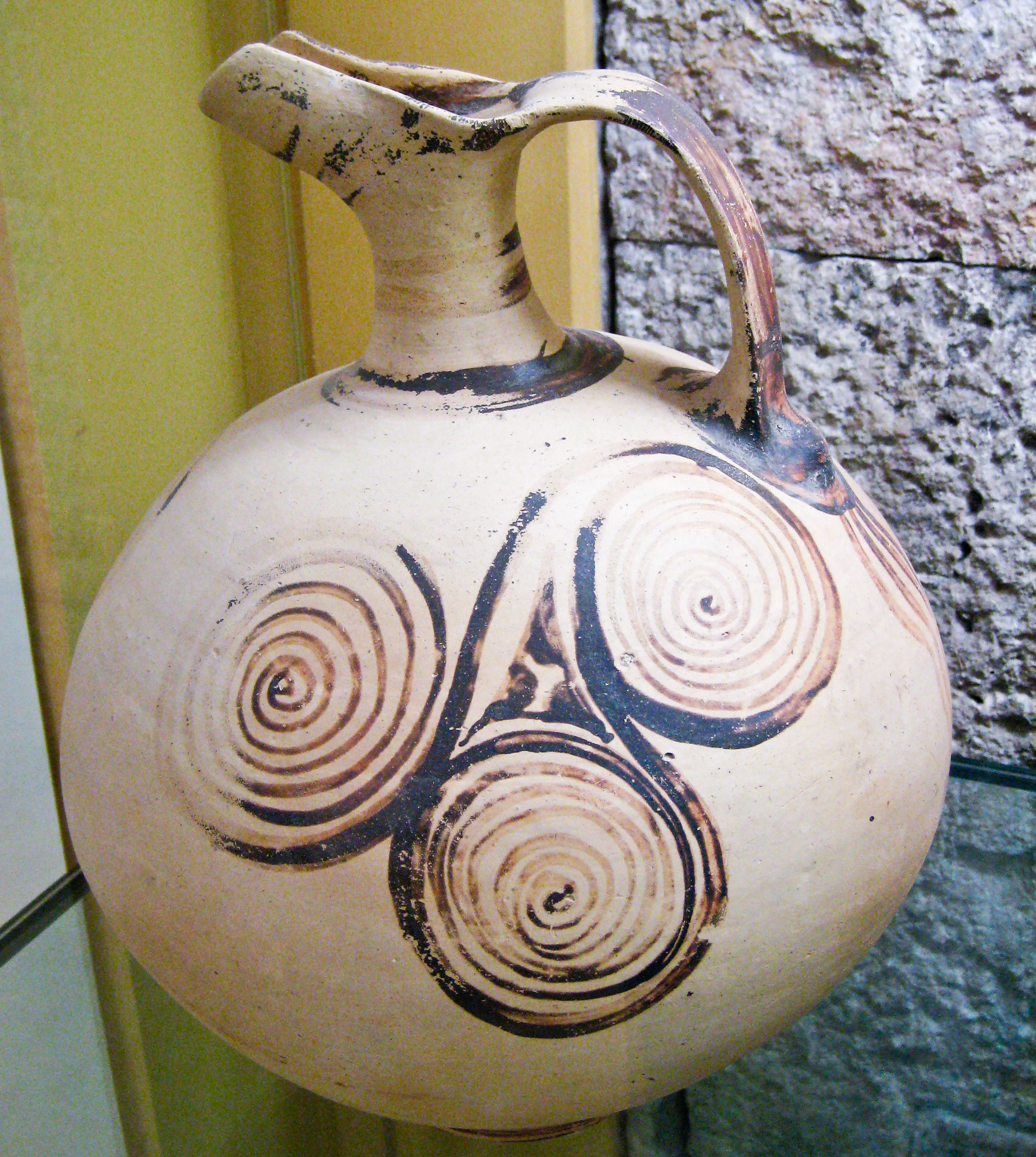
کوزه باستانی نوکنهنگ یونانی تزئین شده با مارپیچی سه‌گانه

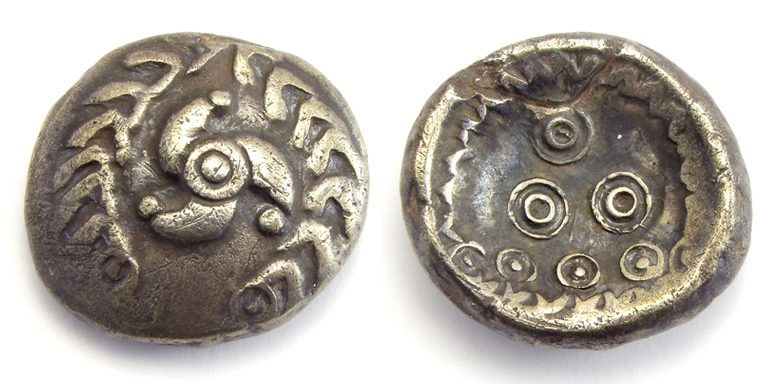
راین سلت، الکتروم یا فنجان رنگین کمان با تریسکلیون

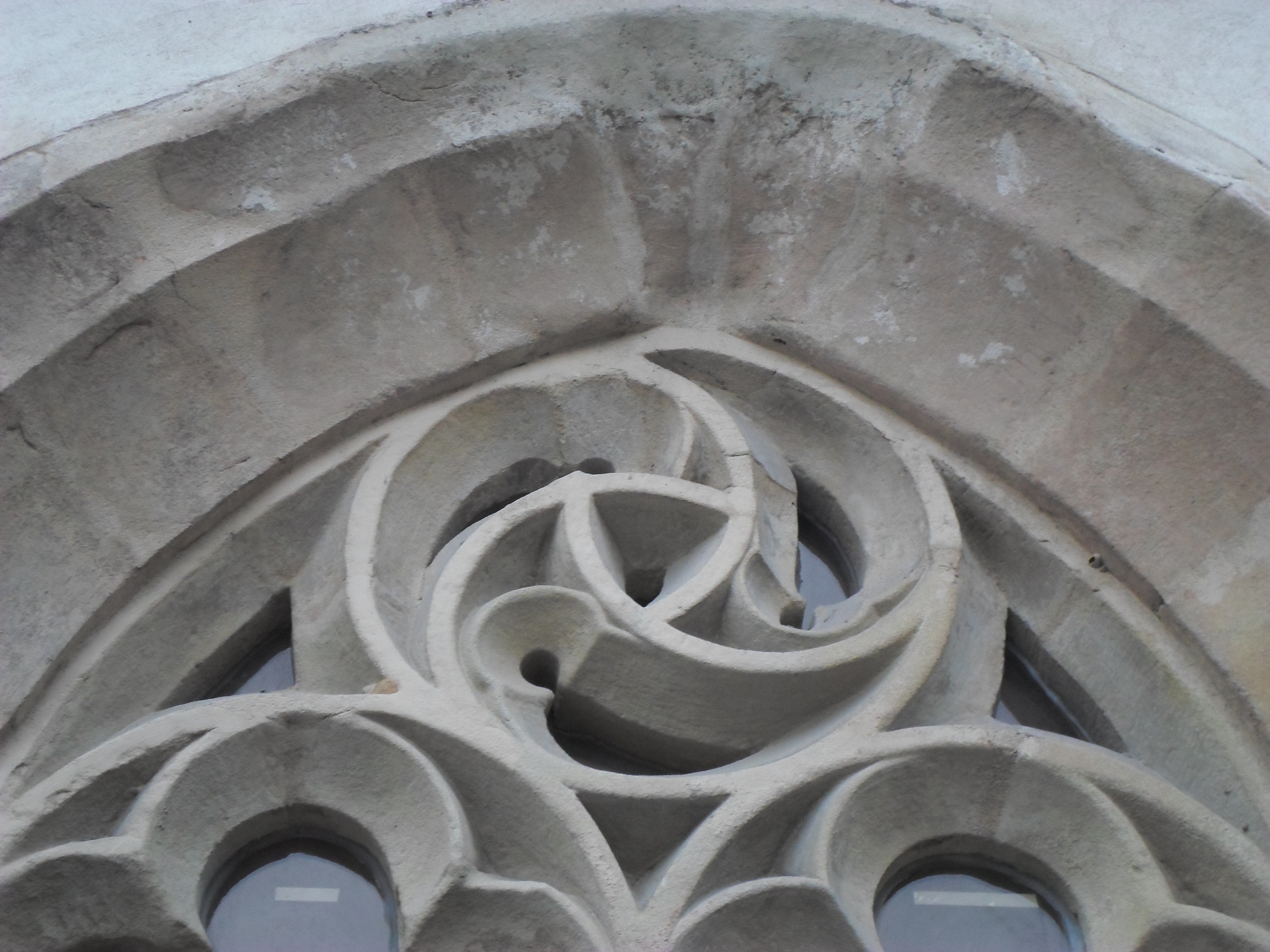
سنت مارسلین.

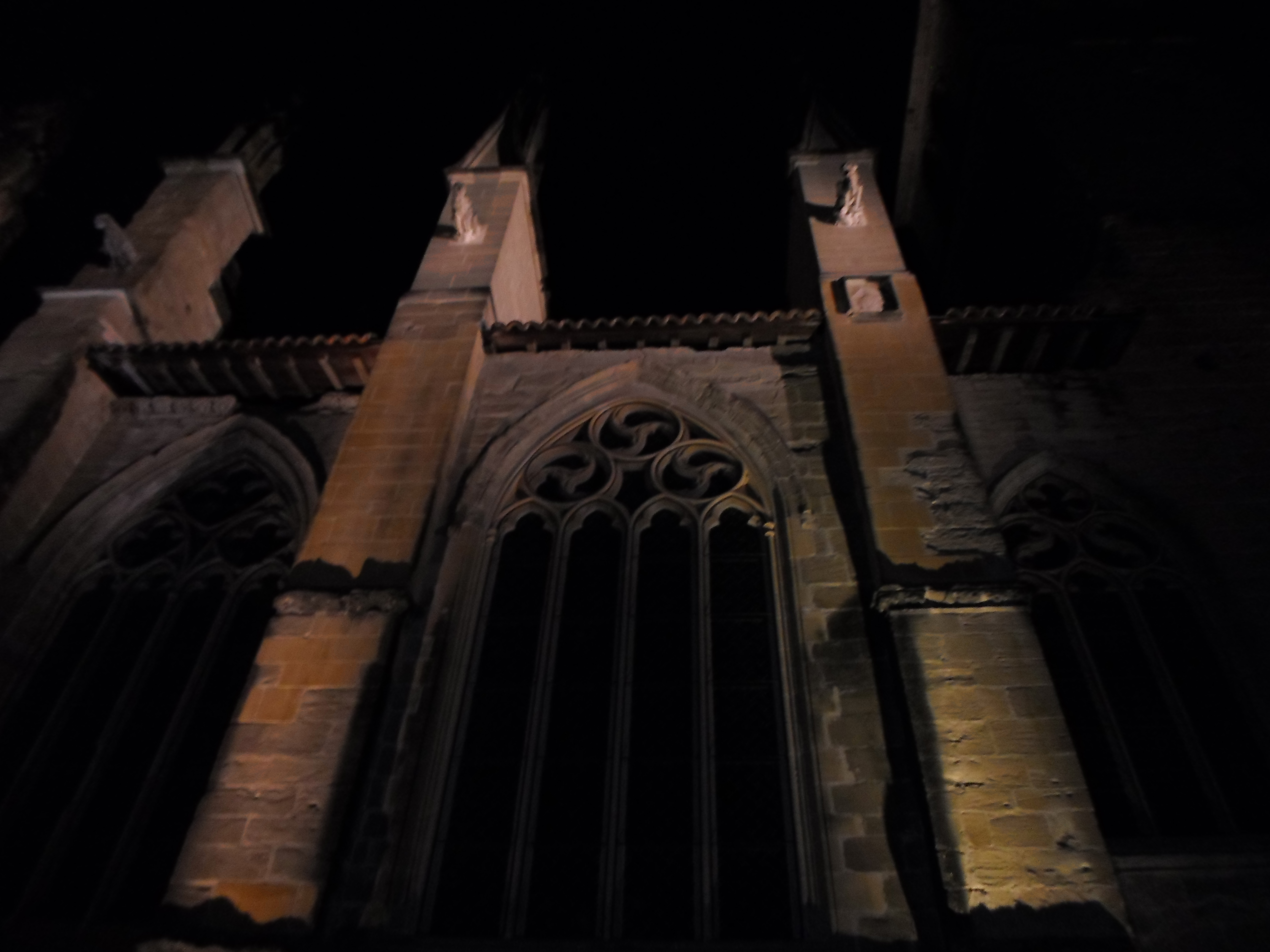
کلیسای سنت آنتوان با یک گروه ۳تایی از تریسکلیون (در ایزر / فرانسه)

پرچم اینگوشتیا

پرچم سیسیل شامل تریسکلیون و گورگون.

پرچم جزیره من تریسکلیون در یک پس زمینه قرمز

پرچم اوست-اوردا بوریات اوکروگ

پرچم قموق‌ها.

تریسکلیون به نظر می‌رسد در بسیاری از فرهنگ‌های اولیه، اولین بار در مالت (۴۴۰۰–۳۶۰۰ پیش از میلاد) و در تقویم نجومی که در آرامگاه مشهور مگالیثیک در ایرلند ساخته شده و همچنین در ۳۲۰۰ سال پیش از میلاد، در کشتی‌های مسینی، در سکه‌های لیکیه، و در استاترهایپامفیلیه (در آسپندوس، ۳۷۰–۳۳۳ پیش از میلاد) مورد استفاده قرار گرفته شده‌است. همچنین از آن به عنوان سمبل نظامی در سپر رزمندگان، در سفال‌های یونانی استفاده شده‌است.
تریسکلیون یک نماد باستانی از سیسیل، با سر یک گورگون، با موهای مار است. پیشینهٔ این نماد به زمانی که سیسیل بخشی از مگنا گراسیا، گسترش استعماری یونان فراتر از دریای اژه بود بازمی‌گردد.

## استفاده در آسیا
نسخه سنتی آسیایی تریسکلیون شامل توموئه ژاپنی، گانکیل تبت بودایی و تیجیک کره‌ای است.

## استفاده در دوران نوین
تریسکلیون بر مهر و موم وزارت ترابری ایالات متحده آمریکا برجسته شده‌است.
تریسکلیون پایه‌ای کوچک و کروی شکل از آرم نیروی هوایی ایرلند، و آرم تریسکل، یک سیستم‌عامل رایانه‌ای شبه یونیکس می‌باشد.
یکی از نمادهای مورد استفاده در جامعه بی‌دی‌اس‌ام یک نمادی از یک تریسکلیون در داخل یک دایره است.

## در طبیعت
پروتئین درون سلولی موجود، کلاثرین، تریسکلیون شکل است.

## نگارخانه

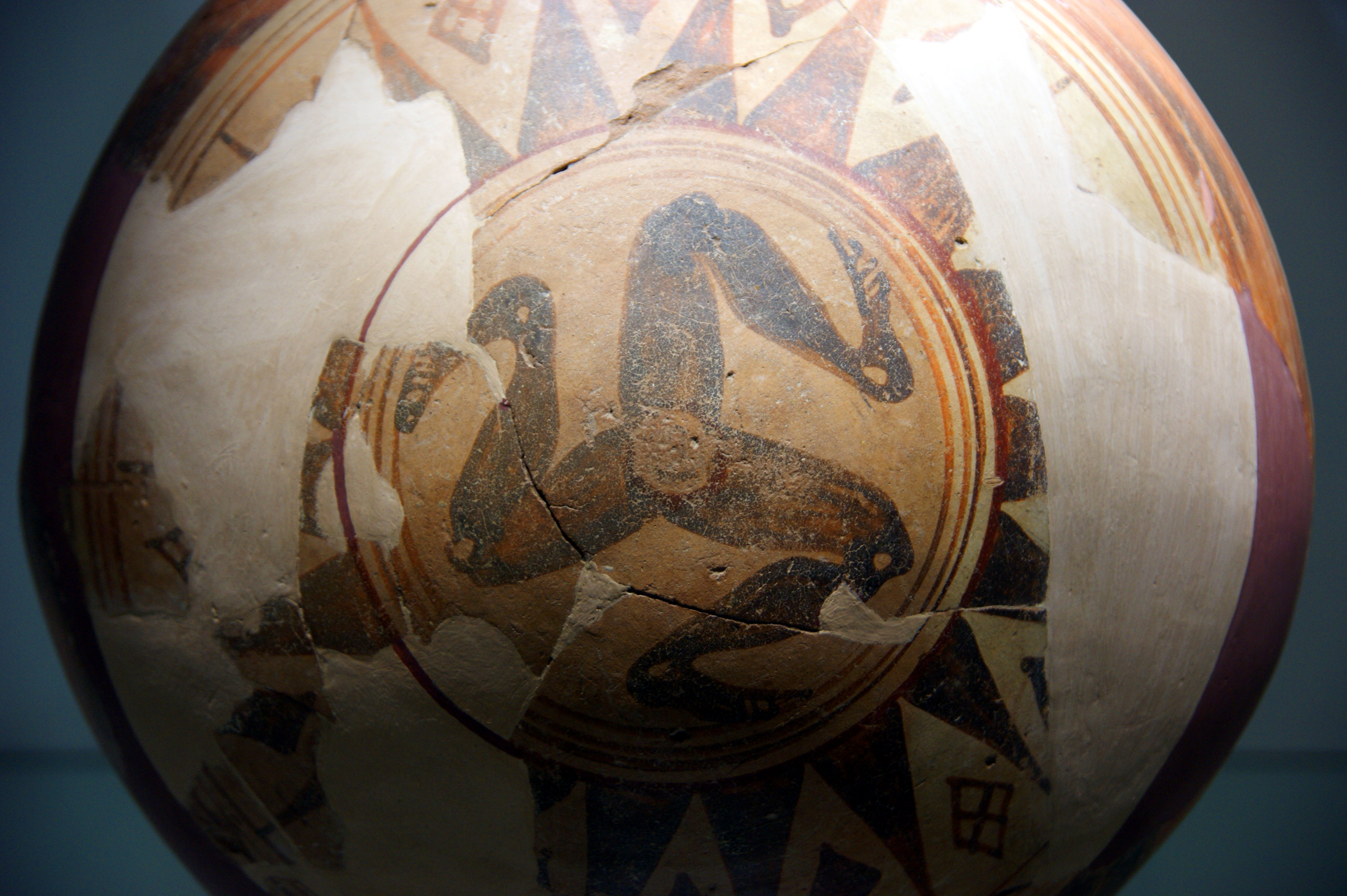
تریسکلیون سیسیل در دوره مینوان (موزه باستان‌شناسی آگریجنتو)
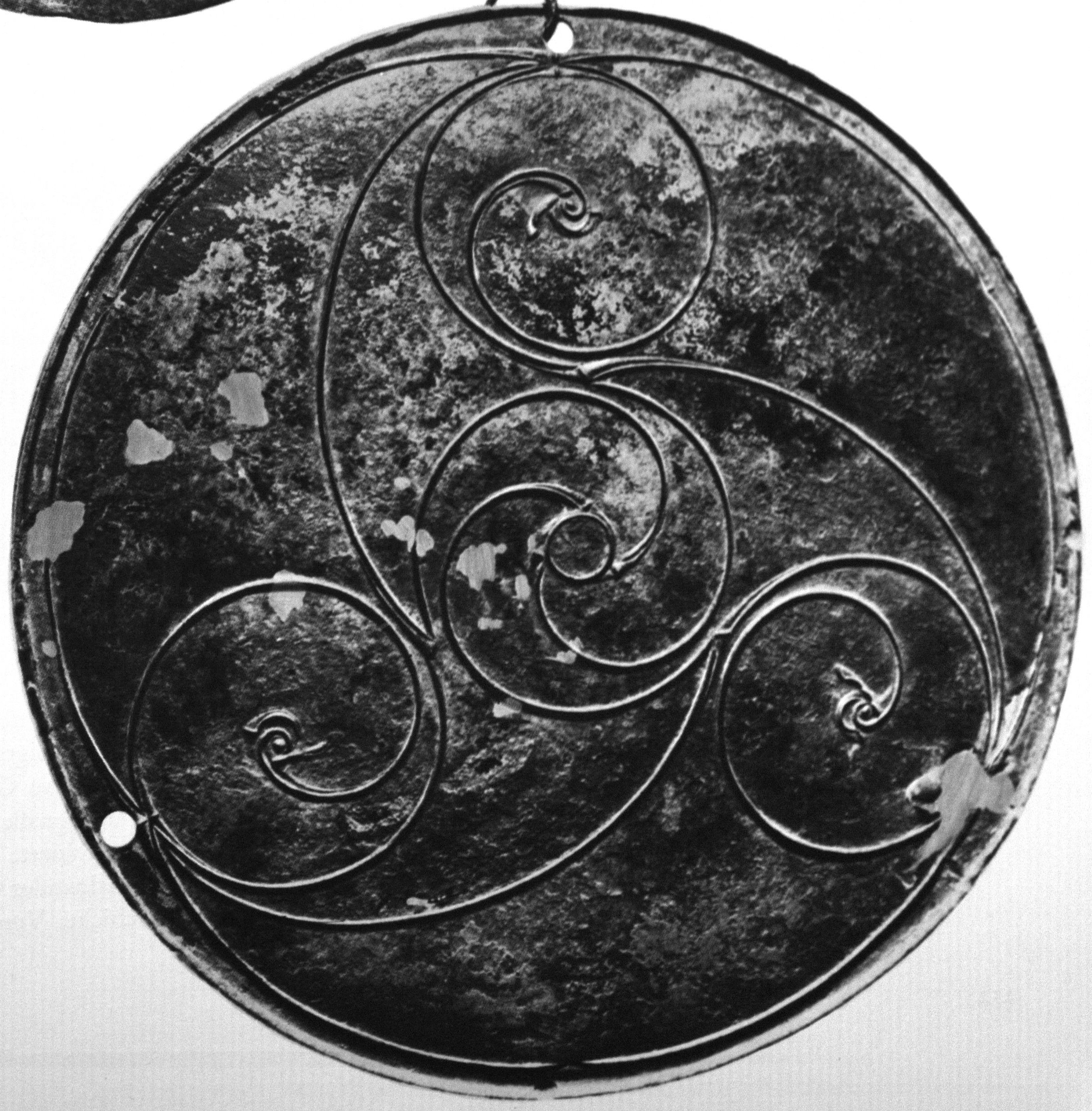
تریسکلیون سلتیک شامل سه سر پرنده با حلقه‌ای در مرکز
یک نسخه از نماد مارپیچ سه گانه در دوران نوسنگی
مارپیچ تریسکلیون، که در آثار هنری سلتی، گاهی اوقات به عنوان یک نماد تثلیث مسیحی استفاده می‌شده‌است.
تریسکلیون در پنجره کلیسا
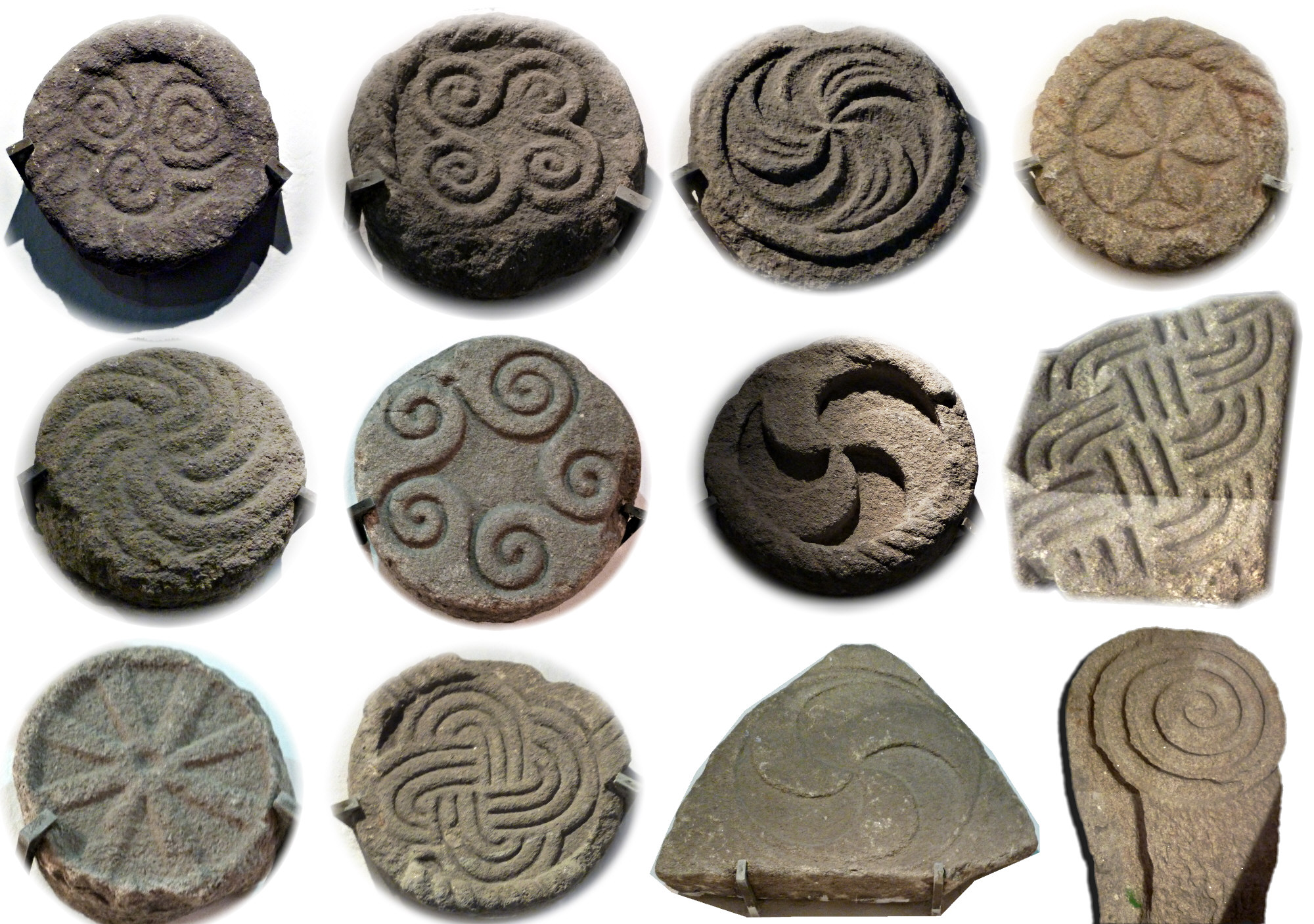
گزیده‌ای از کنده کاری در کاسترو سانتا تگرا گالیسیا اسپانیا
نماد جامعه بی‌دی‌اس‌ام که نوعی تریسلیون است.
نماد نیروی هوایی ایرلند تفسیر نوینی از تریسکلیون
نماد خورشید در اینگوش نه تنها نشان دهنده خورشید و جهان، همچنین آگاهی از یگانگی روح در گذشته، حال و آینده است.
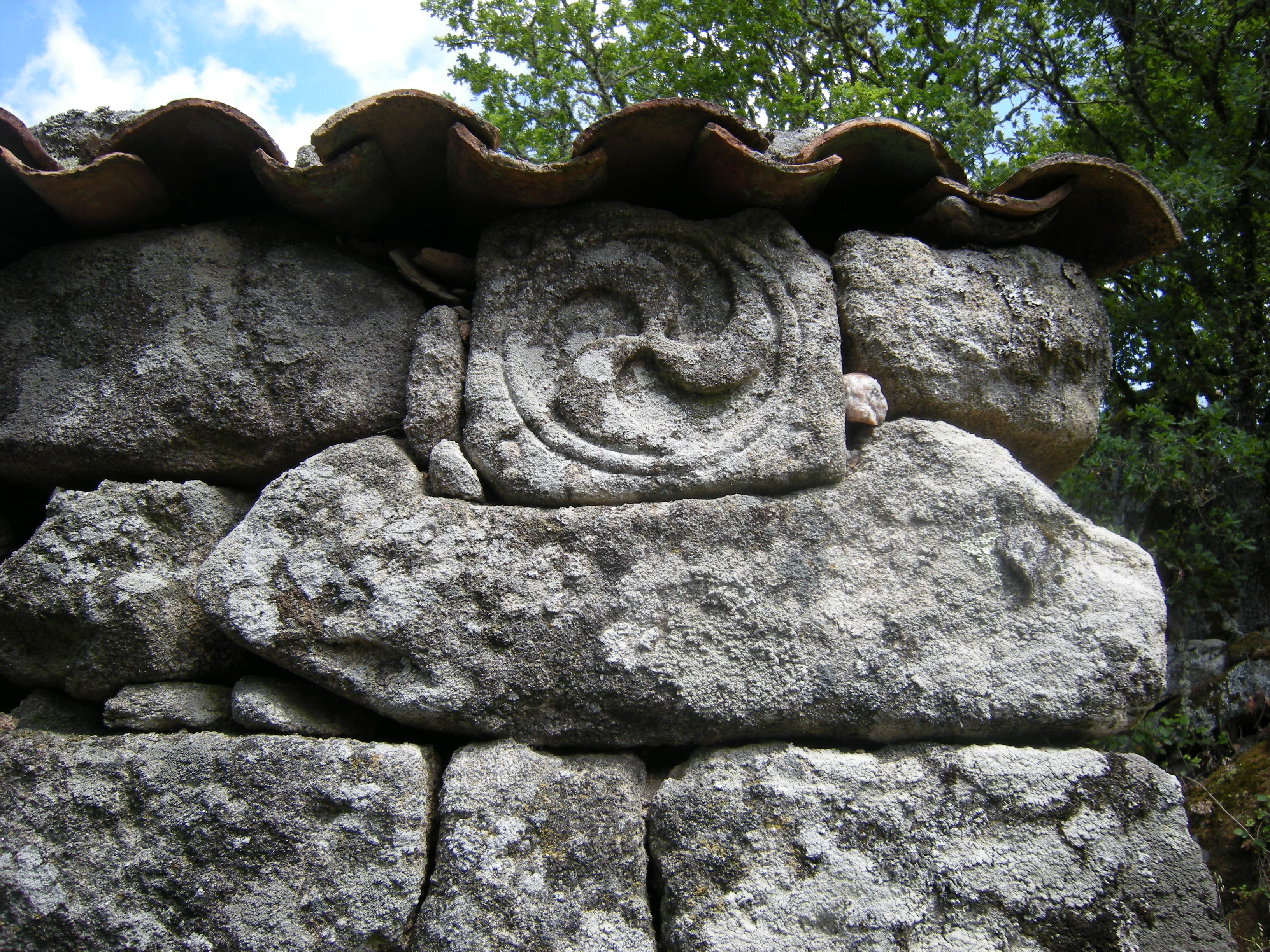
تریسکلیون مورد استفاده در عصر آهن کاسترو.
نشان وزارت ترابری ایالات متحده آمریکا
نشان ملی فوسن
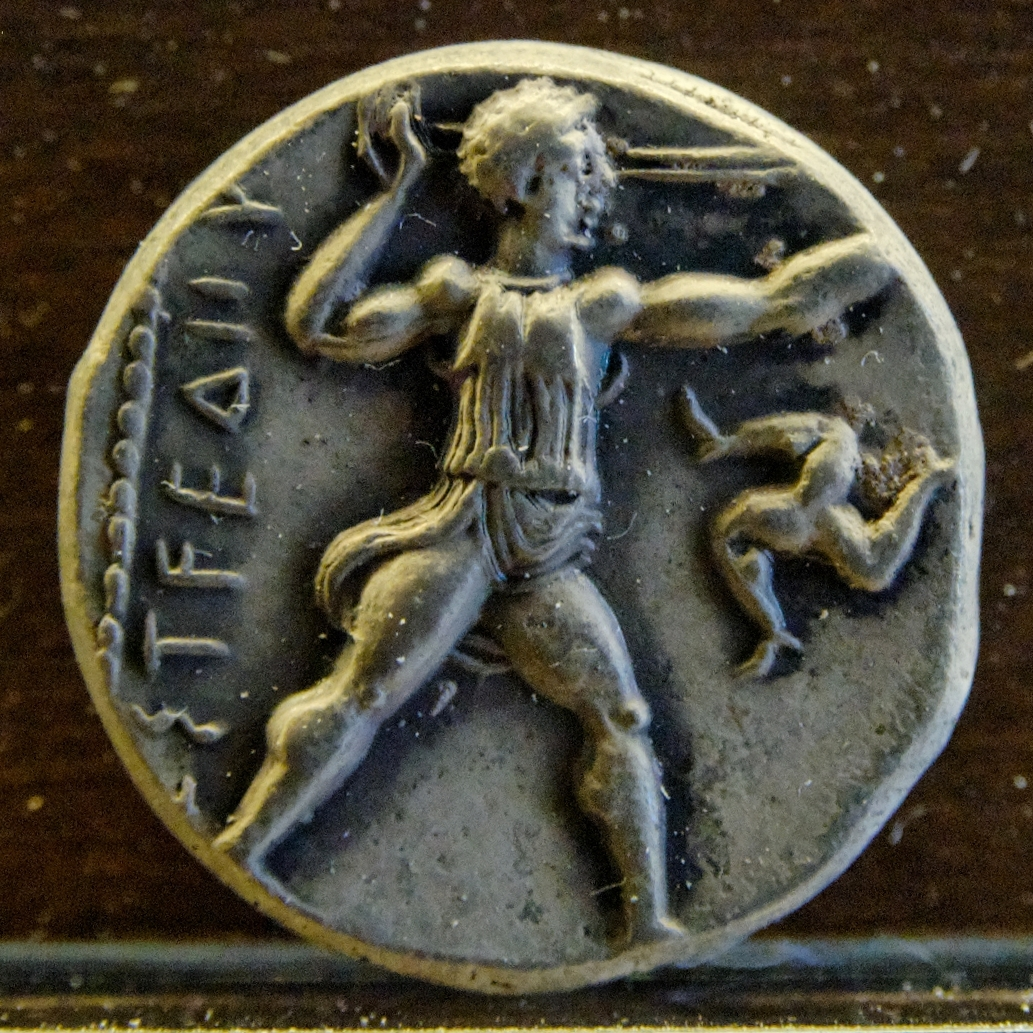
اسلینگر ایستاده، تریسکلیون از چپ به راست. یک بیان کننده معکوس باستانی نقره یونانی از آسپندوس، پام فیلیا
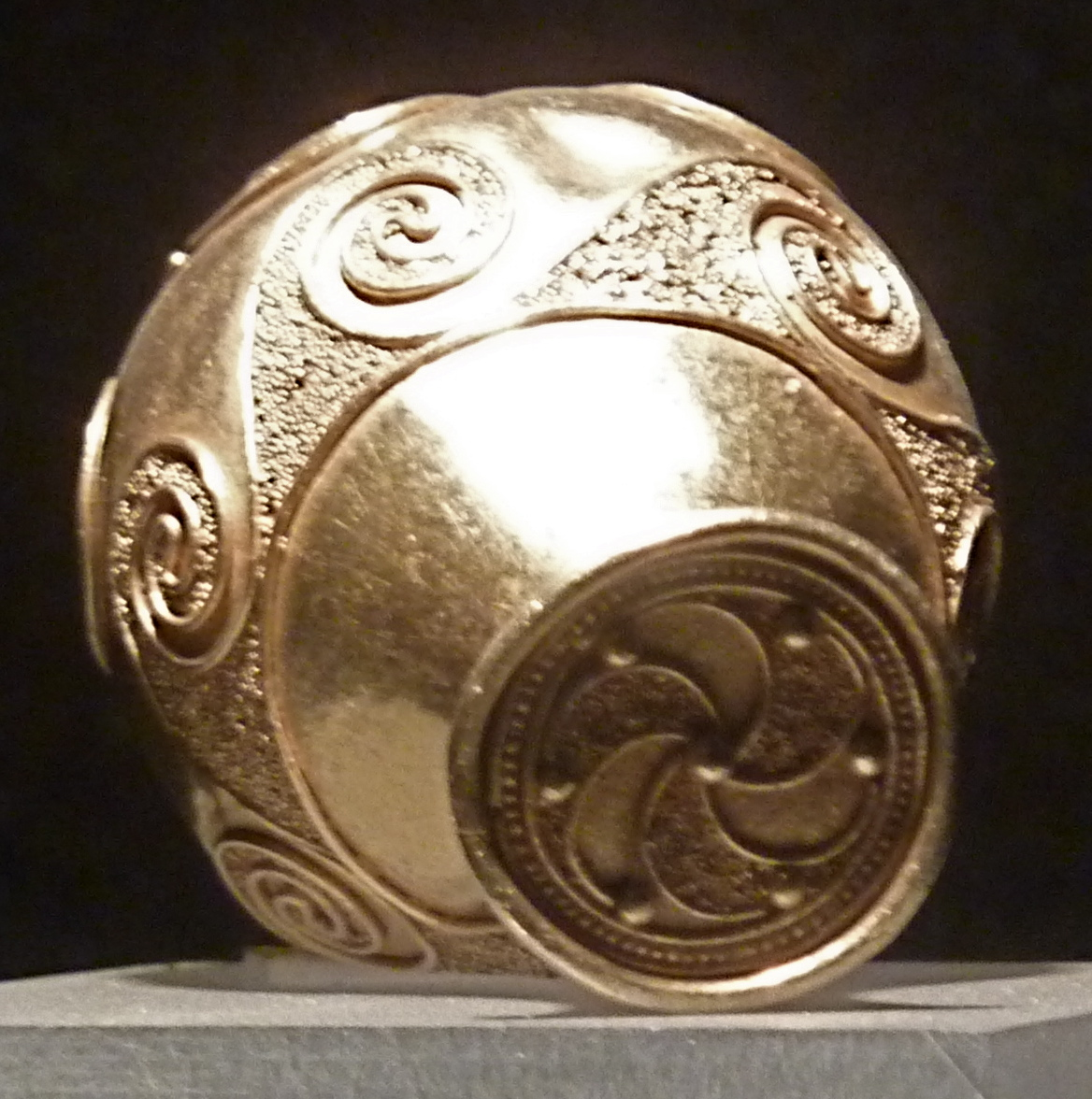
تریسکلیون و یک مارپیچ بر روی تورک گالیسیانی.
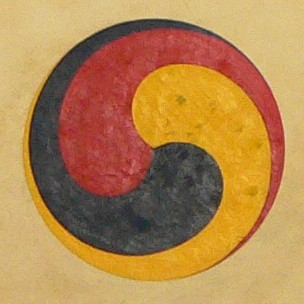
تیگاک کره‌ای
پرچم ویرستندسبویجنگ آفریقای جنوبی.
لوگو تریسکل
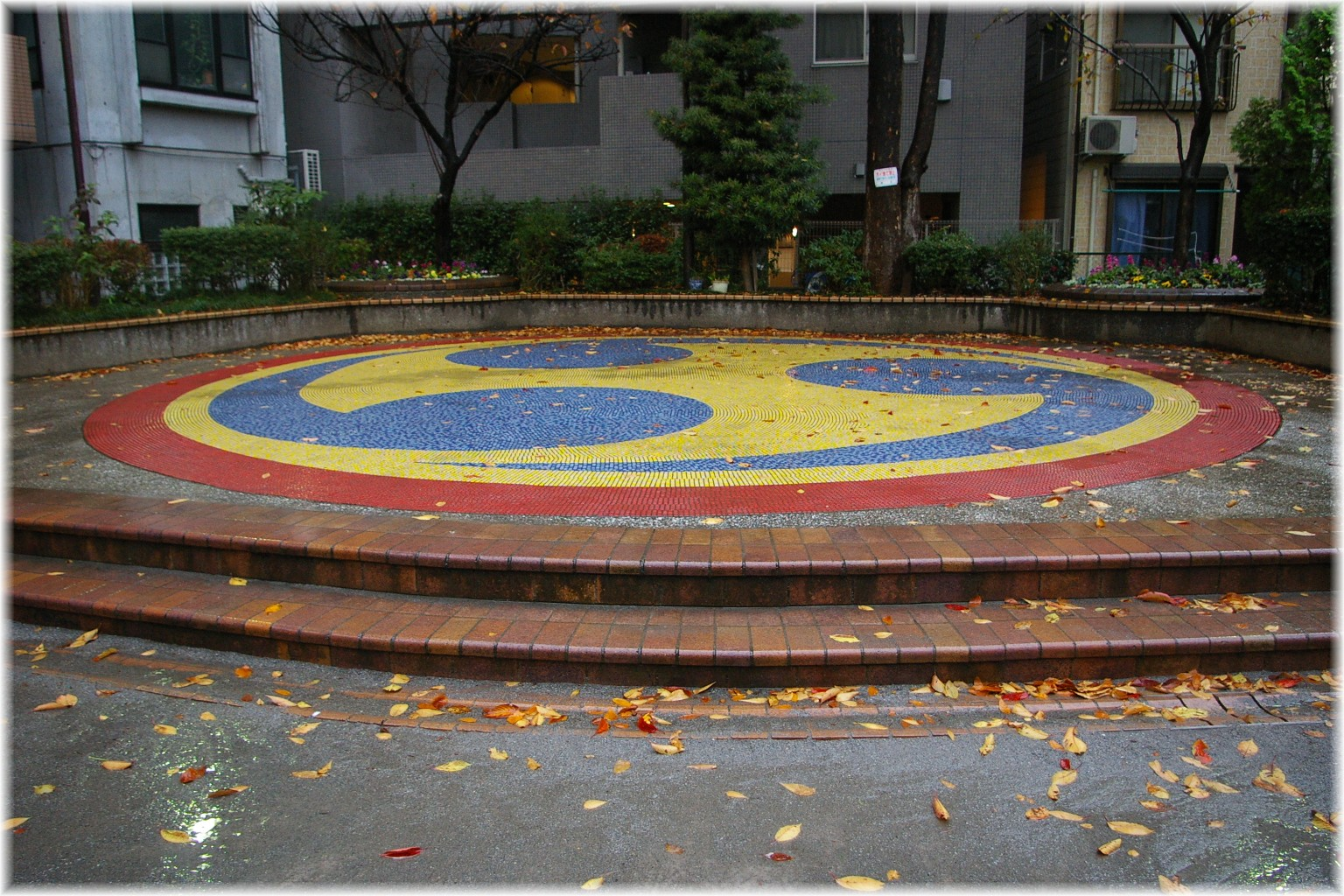
یک کاشی به شکل تریسکلیون در یک پارک در توکیو، ژاپن..
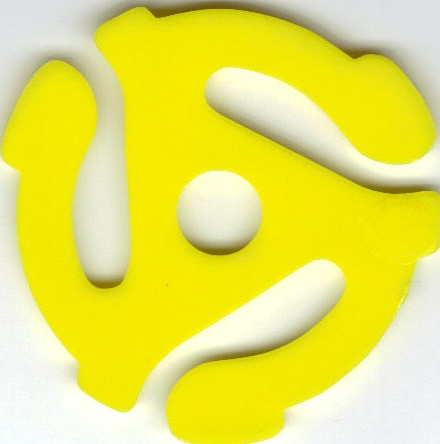
۴۵ دور در دقیقه درج پلاستیکی